# Neoophora
Ordre
Les Neoophora (ou Néoophores en français) sont un ordre obsolète de vers plats du  sous-embranchement des Rhabditophora.

## Description
Les œufs des Neoophora sont ectolécitaux, c'est-à-dire que le jaune n'est pas présent à l'intérieur de l'œuf comme chez la plupart des animaux, mais est sécrété par des glandes accessoires appelées glandes vitellines. Ces glandes ont la même origine embryonnaire que les ovaires, mais constituent généralement un organe distinct chez les animaux adultes.

## Systématique
Le nom valide complet avec auteur de ce taxon est Neoophora Westblad, 1948.
Suivant les sources, on retrouve ce taxon à différents niveaux hiérarchiques : classe, infra-classe, ordre.
Ce taxon est invalide. En effet, la monophylie des Neoophora est contestée, car des études moléculaires récentes ont indiqué que le sous-taxon le plus basal, Lecithoepitheliata, serait plus étroitement lié à Polycladida, un ordre non néoophore, qu'aux autres néoophores. Cela impliquerait que la condition ectolécitale serait apparue à — au moins — deux reprises au cours de l'évolution. Le clade formé par tous les autres néoophores, à l'exception de Lecithoepitheliata, est généralement appelé Euneoophora.
D'après ITIS (7 février 2024), Neoophora est synonyme de la super-classe des Euneoophora.

### Reclassement des sous-taxons
Avant d'être invalidé, Neoophora contenait les sous-ordres suivants  :
- Bothrioplanida Sopott-Ehlers, 1985 ;
- Eulecithophora de Beauchamp, 1961 ;
- Lecithoepitheliata Reisinger, 1924 ;
- Proseriata Meixner, 1938.

D'après ITIS (7 février 2024), ces taxons sont reclassés ainsi  :
- Les Bothrioplanida sont élevés au rang d'infra-classe des Bothrioplanata ;
- Les Eulecithophora sont invalidés et deviennent synonyme de Euneoophora ;
- Les Lecithoepitheliata sont invalidés et deviennent synonyme de l'infra-embranchement des Trepaxonemata ;
- Les Proseriata sont élevés au rang de classe.